# Wad (onomastica)
Il termine wad (figlio di) - talvolta wuld in Mauritania e nell'Africa occidentale subsahariana - è un elemento onomastico di origine araba che viene usato in ambiente culturale islamico africano e che combacia perfettamente col termine arabo classico ibn (figlio).
L'elemento onomastico costituisce una contrazione del vocabolo arabo walad, che anch'esso significa "figlio" o "ragazzo", e il cui plurale è Awlād.